# 2001 Maniacs
2001 Maniacs (bra: 2001 Maníacos, ou 2001 Maníacas; prt: 2001 Loucos) é um filme de comédia de terror norte-americano de 2005, dirigido por Tim Sullivan, que escreveu o roteiro em parceria com Chris Kobin. É uma refilmagem do terror Two Thousand Maniacs! (1964), escrito e dirigido por Herschell Gordon Lewis. Com produção de Eli Roth, é estrelado por Robert Englund, Lin Shaye, Giuseppe Andrews e Jay Gillespie. O enredo segue um grupo de ianques atraídos para um vilarejo remoto no sul dos Estados Unidos cujos moradores estão em busca de vingança pelos mortos por tropas da União no local durante a Guerra Civil Americana.
As filmagens iniciaram-se em novembro de 2003 e foram concluídas em menos de um mês. Foram usadas locações em Lumpkin, oeste da Geórgia, no complexo histórico de Westville. As primeiras exibições do filme só vieram a ocorrer a partir de meados de 2005 em alguns festivais de cinema da América do Norte e da Europa. Nos Estados Unidos, o longa-metragem foi distribuído pela Lions Gate Entertainment em março de 2006, diretamente em DVD. A primeira edição em Blu-ray foi disponibilizada em outubro de 2010. Apesar das críticas mistas e negativas que recebeu, 2001 Maniacs obteve um desempenho comercial considerado bom, gerando uma adaptação para quadrinhos e uma sequência, intitulada 2001 Maniacs: Field of Screams, lançada em 2010.

## Enredo
Seis estudantes universitários e um casal de motociclistas viajam para o sul dos Estados Unidos rumo a Daytona Beach para as férias de primavera. Contudo, um desvio os leva para Pleasant Valley, um pequeno povoado na Geórgia liderado pelo prefeito Buckman e pela Vovó Boone. Os habitantes locais estão celebrando um festival anual em homenagem à Guerra Civil Americana e convidam os visitantes para um grande banquete. Os jovens aceitam o convite, ficam completamente isolados do mundo exterior e passam a ser assassinados de forma sangrenta pelos moradores, que pretendem servi-los como prato principal da comemoração.
Anderson e Joey conseguem escapar, porém, ao alertar a polícia, descobrem que Pleasant Valley é apenas um cemitério, um memorial para os moradores confederados que foram massacrados naquele local 140 anos antes por tropas da União durante a Guerra Civil. Uma placa revela que esses moradores não descansarão até que o crime seja retribuído: 2001 habitantes foram mortos, 2001 nortistas devem morrer. Enquanto vão embora numa motocicleta, Anderson e Joey são decapitados por arame farpado. As cabeças são apanhadas por um dos netos de Buckman, Hucklebilly, que caminha pela estrada e desaparece.

## Elenco
Este é o elenco principal do filme, na ordem dos créditos finais:
- Robert Englund — Mayor Buckman[a]
- Lin Shaye — Granny Boone[b]
- Giuseppe Andrews — Harper Alexander
- Jay Gillespie — Anderson Lee
- Marla Leigh Malcolm — Joey
- Dylan Edrington — Nelson
- Matthew Carey — Cory
- Peter Stormare — Professor Ackerman
- Gina Marie Heekin — Kat
- Brian Gross — Ricky
- Mushond Lee — Malcolm
- Bianca Smith — Leah
- Brendan McCarthy — Rufus
- Adam Robitel — Lester
- Christa Campbell — Milk Maiden[c]
- Wendy Kremer — Peaches
- Cristin Michele — Glendora
- Kodi Kitchen — Hester
- Ryan Fleming — Hucklebilly
- Johnny Legend — Menestrel ambulante 1
- Scott Spiegel — Menestrel ambulante 2
- Eli Roth — Justin
- Travis Tritt — Frentista
- Bill McKinney — Chef
- Kane Hodder — Jason
- Tim Sullivan — Coffin Harry

## Produção

### Desenvolvimento

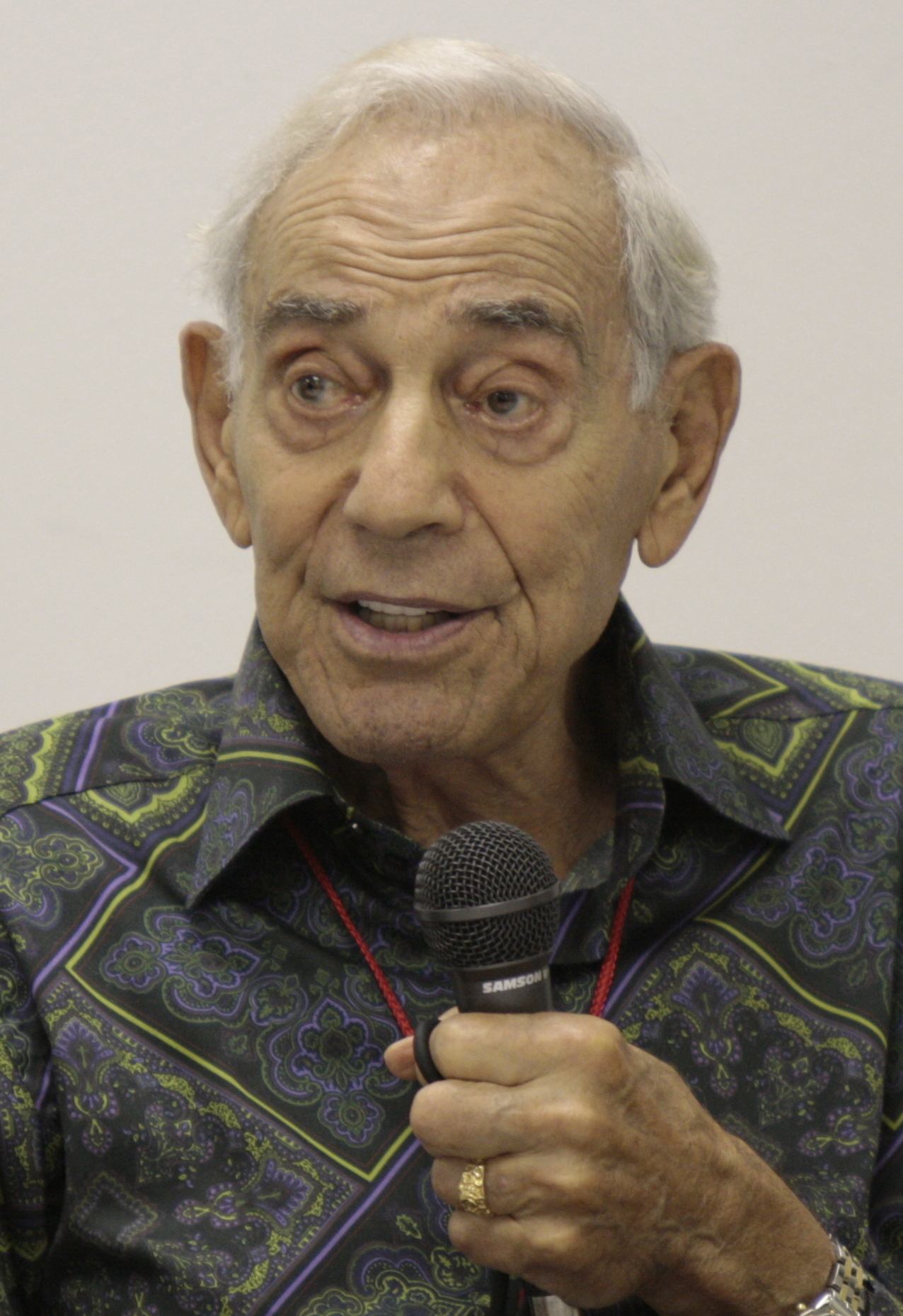
2001 Maniacs é a primeira refilmagem de uma produção de Herschell Gordon Lewis, considerado o criador do subgênero splatter.

O filme surgiu quando o produtor David F. Friedman vendeu para seu colega Chris Kobin os direitos de refilmagem das obras de Herschell Gordon Lewis, sendo a primeira Two Thousand Maniacs!, um splatter de 1964. Kobin recorreu ao cineasta Tim Sullivan, que estava produzindo a comédia Detroit Rock City (1999), para escrever com ele o roteiro para uma adaptação do filme de Lewis. O projeto prosseguiu inspirado pela fundação da Dark Castle Entertainment, um estúdio financiado por grandes produtores de Hollywood que tinham a intenção de refilmar, com altos orçamentos, produções de William Castle como House on Haunted Hill (1959) e 13 Ghosts (1960). Kobin e Sullivan queriam uma refilmagem que fosse o oposto desses projetos hollywoodianos: uma produção independente "suja" e "o mais perversa e subversiva possível".
A princípio, Kobin e Sullivan planejavam escrever o roteiro e passá-lo para um diretor estabelecido. Contudo, a dupla decidiu que Sullivan deveria dirigi-lo. 2001 Maniacs foi a primeira refilmagem de uma produção de Lewis, bem como a estreia de Sullivan na direção de um longa-metragem. A produção foi anunciada por volta de 2001 e o título aludia a um possível lançamento ainda naquele ano, mas isso não aconteceu. A certa altura, faltavam apenas três dias para o início das filmagens quando um acordo de financiamento com a Blockbuster fracassou. Em outro momento, um incêndio destruiu o estúdio onde as gravações seriam realizadas. O filme só começou a ser produzido no final de 2003, após a BloodWorks e Eli Roth, que dirigira recentemente o bem-sucedido terror Cabin Fever (2002), entrarem no projeto. 2001 Maniacs foi o primeiro longa produzido pela Raw Nerve, recém-fundada por Roth, Boaz Yakin e Scott Spiegel. Sullivan relatou que Lewis e Friedman não intervieram, mas apoiaram a produção, com Friedman elogiando a versão final: "Vocês fizeram um filme moderno, mas mantiveram a piada intacta".

### Roteiro
Como o original Two Thousands Maniacs!, a refilmagem conta a história de seis jovens ianques que são atraídos para o povoado confederado de Pleasant Valley e sofrem terríveis consequências. Entretanto, Sullivan considerava o filme de Lewis uma "peça séria de terror" e achou que incorporar mais comédia negra o faria funcionar melhor para o público moderno. Ele anunciou seu longa como "provavelmente o filme mais politicamente incorreto que você verá nesta década" e comentou que pretendia "zombar dos estereótipos" e da forma como o Norte e o Sul dos Estados Unidos se veem. Para isso, incluiu entre os visitantes personagens mais diversos — um bissexual, um negro e uma asiática — o que dá aos moradores locais, presos à mentalidade sulista do século XIX, ainda mais motivos para se sentirem incomodados com eles.
Quanto ao enredo, Sullivan definiu que 2001 Maniacs começaria como uma comédia ácida e gradativamente ficaria mais sombrio. Enquanto no original os habitantes do povoado voltam dos mortos a cada 100 anos para comemorar seu festival sangrento, na nova versão eles são ainda mais vingativos pelo massacre que sofreram no passado e continuam a retornar ano após ano sem nunca conseguir vítimas suficientes. Segundo o cineasta, isso levaria a uma tendência de comentário social no filme, cuja história remeteria à busca por vingança de uma comunidade vitimada coletivamente por um ataque terrorista, o que aludiria aos eventos de 11 de setembro de 2001 e à guerra do Iraque. Para enfatizar essa crítica, o prefeito da cidade foi nomeado como George Dubya Buckman, parodiando George W. Bush, o presidente dos Estados Unidos na época.

### Escolha do elenco
Sullivan adaptou o papel do Prefeito Buckman especialmente para um de seus principais ídolos, Robert Englund, a quem ele conheceu pessoalmente enquanto trabalhou nos escritórios da New Line Cinema em meados da década de 1990. Englund promoveu seu personagem como um "Coronel Sanders psicótico do Inferno" e acrescentou: "É um papel divertido para mim... Será muito cafona, um caipira sulista, clássico, divertido demais. Quase cartunesco". O papel da Vovó Boone, esposa de Buckman, foi dedicado por Sullivan a Lin Shaye, que trabalhou com ele pela primeira vez em Detroit Rock City (1999) e tornou-se sua amiga desde então. Shaye considerou "ridícula" a caracterização inicial de sua personagem como uma hillbilly e decidiu que ela deveria ser uma southern belle, descrevendo-a como "um cruzamento entre Scarlett O'Hara e uma aranha viúva negra; apenas uma mulher muito traiçoeira e ardilosa que também se viu envolvida naquele mundo por ser a encantadora chefe da família".
Para o elenco jovem foram escolhidos iniciantes como Marla Leigh Malcolm, que interpretou a protagonista Joey, e profissionais com mais experiência nas telas como Matt Carey (Cory) e Giuseppe Andrews (Harper Alexander), que havia estrelado Cabin Fever. Atores como Adam Robitel, que interpretou Lester (filho de Buckman), e Ryan Fleming (Hucklebilly), entraram no projeto por serem amigos de Sullivan. Outros, como Jay Gillespie, intérprete do protagonista Anderson, e Dylan Edrington (Nelson) foram descobertos em testes de elenco. Mushond Lee, que já havia atuado no drama Lean on Me (1989) e na telessérie The Cosby Show, deu vida a Malcolm, um motociclista negro no ambiente racista de Pleasant Valley. Wendy Kremer, de trabalhos anteriores na televisão, em comerciais e videoclipes, fez inicialmente o teste para o papel de Joey, porém, foi escalada como a sensual e agressiva Peaches. Fleming e Christa Campbell (Milk Maiden) juntaram-se ao elenco ainda no início do projeto. A princípio, Fleming tinha a idade apropriada para seu papel de Hucklebilly, descrito originalmente como uma criança; embora o ator tenha crescido ao longo da produção, o personagem continuou a ser tratado como criança na trama.
O músico country Travis Tritt fez uma breve aparição como o frentista assustador de um posto de gasolina enquanto o cantor Johnny Legend e o roteirista Scott Spiegel atuam como uma dupla de menestréis. Kane Hodder, interpretando um personagem creditado como Jason, e o próprio Sullivan, no papel de um agente funerário, também são vistos rapidamente em cena. Eli Roth teve uma participação especial como Justin, o mesmo personagem que ele interpretou em seu próprio filme de 2002, Cabin Fever. Sullivan ofereceu ao cineasta John Landis, seu amigo próximo, o papel do Professor Ackerman, que aparece na primeira cena do filme repreendendo o trio principal de jovens universitários por estes não levarem a sério seus estudos sobre a Guerra Civil Americana. Landis aceitou o papel, filmou sua participação e Sullivan gostou do resultado, porém, para a versão final do longa, decidiu refilmar a cena numa sala de aula maior e com muitos alunos, conforme previsto no roteiro. Como Landis não estava disponível para essa regravação, Ackerman foi interpretado por Peter Stormare. A versão da cena com Landis no papel do professor foi disponibilizada no DVD do filme.

### Filmagens

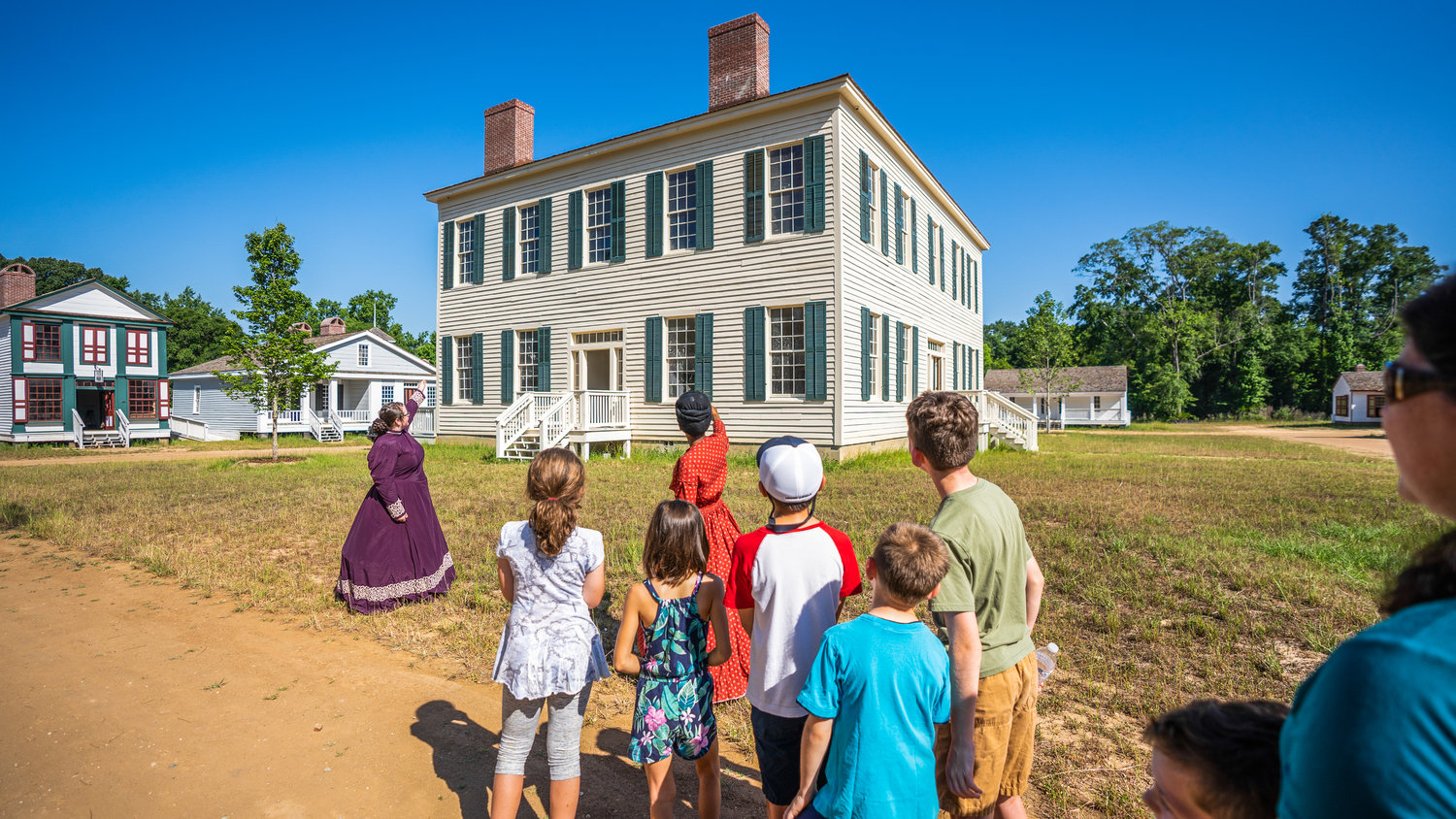
O filme foi gravado em Westville, um complexo histórico e turístico situado no oeste da Geórgia e fechado permanentemente em 2024.

O longa-metragem entrou em produção em 3 de novembro de 2003 e as filmagens, que terminaram em 1 de dezembro, foram realizadas na cidade de Lumpkin, no Condado de Stewart, Geórgia. A localidade foi escolhida por abranger o complexo de Westville, um museu de história viva cuja ambientação reproduzia os anos 1850 (quando não circulavam carros nem havia rede elétrica na região), incluindo reconstituições da Guerra Civil Americana e conservação de edifícios originais da época. O filme seria inicialmente gravado em Los Angeles, mas um incêndio próximo ao local das filmagens forçou a transferência da produção para o oeste da Geórgia.
Equipe e elenco enfrentaram dificuldades durante as gravações, que incluíam diversas cenas desconfortáveis de morte com muita maquiagem. Sullivan foi atacado por vespas enquanto outros profissionais se machucaram em acidentes variados. Após uma sessão de filmagem que durou uma noite inteira, Englund passou mal em seu quarto de hotel e precisou ser levado ao pronto-socorro. Wendy Kremer teve que ser internada no hospital por um dia após sofrer hiperventilação durante o registro das sequências finais, em que precisava rodopiar constantemente. Além disso, o elenco teve que enfrentar as baixas temperaturas da região ao filmar as muitas cenas de nudez do longa. Apesar dos contratempos, Sullivan comentou que "todos estavam no jogo e tornaram muito divertido o que poderia ter sido muito cansativo".
No início das filmagens, um grupo de moradores de Lumpkin e arredores foi convidado para atuar no filme; eles se vestiam como soldados da Guerra Civil e faziam encenações para os turistas em Westville. Shaye relembrou que o roteiro os fez recusar a proposta: "nem é preciso dizer que eles não ficaram muito felizes e responderam com uma carta contundente, chamando [o filme] de pornografia e todos os tipos de coisas, e desejaram a Maldição do Sul para nós". Originalmente, a morte de Malcolm reproduziria uma cena do filme original: ele seria empalado ao rolar dentro de um barril crivado de pregos; contudo, ao se deparar com uma prensa de algodão em Westville, a produção decidiu que o personagem, negro, deveria morrer esmagado pela prensa, como uma referência simbólica ao trabalho escravo nas plantações de algodão no Sul dos Estados Unidos. Os efeitos das cenas sangrentas foram obtidos de maneira prática, com maquiagem, moldes de gesso dos corpos dos atores e bastante sangue cenográfico.

## Lançamento
O lançamento do filme foi inicialmente anunciado para 2004. Na época, Eli Roth antecipou que, com o propósito de evitar a classificação NC-17 (proibido para menores de 18 anos) da MPAA, uma versão censurada seria disponibilizada para os cinemas. Entretanto, as primeiras exibições públicas só vieram a ocorrer em 12 de maio de 2005 no Marché du Film de Cannes, na França, e a estreia mundial aconteceu no Fantasia International Film Festival em Montreal, no Canadá, em 9 de julho do mesmo ano. O longa continuou a ser exibido por mais um tempo em alguns festivais de cinema da Europa e dos Estados Unidos, incluindo o Screamfest em Los Angeles, Califórnia, em 21 de outubro de 2005. Finalmente, a Lions Gate Entertainment distribuiu o filme nos Estados Unidos, diretamente em vídeo, em meados de 2006.

### Mídia doméstica
O filme foi originalmente lançado em DVD em 28 de março de 2006. O disco apresentou diversos recursos especiais, incluindo faixas de comentários em áudio de Sullivan e Englund e um extenso documentário de bastidores filmado e editado por Adam Robitel. Continha ainda uma coleção de quase 30 cenas excluídas ou estendidas, entre as quais a abertura alternativa com participação de John Landis no papel do professor Ackerman, e filmagens dos testes de elenco. Em 5 de outubro de 2010, o longa foi disponibilizado pela primeira vez em Blu-ray, com transferência para a proporção de tela 1,78:1. Essa edição contou com os mesmos suplementos especiais do DVD.
No Brasil, os direitos de distribuição do filme foram adquiridos pela California Filmes, que realizou um amplo lançamento do DVD em setembro de 2006. Essa edição disponibilizou o longa legendado tanto com o áudio original quanto numa versão dublada em português. Em Portugal, o disco foi distribuído pela Castello Lopes Multimédia em parceria com a Play Entertainment, numa edição simples que apresentou o filme legendado em português e com o áudio em inglês.

## Recepção

### Bilheteria
Segundo o Box Office Mojo, 2001 Maniacs conseguiu arrecadar 368 976 dólares mundialmente, tendo como referência o período de 23 semanas em que esteve em exibição na Rússia e Comunidade dos Estados Independentes a partir de 20 de julho de 2006. Levando-se em conta a receita obtida com as vendas em mídia doméstica e o fato de ter sido realizado com um baixo orçamento (estimado em apenas 1 500 000 dólares), o filme foi considerado razoavelmente lucrativo.

### Crítica
Em entrevista, Herschell Gordon Lewis disse nunca ter assistido à refilmagem, mas sabia que ela era "mais polida" e "um pouco mais maldosa" que seu filme de 1964. Para o cineasta, o novo filme não conseguiu captar a a essência do original: "Não consigo imaginar ninguém saindo de Two Thousands Maniacs! e dizendo: 'Isso é real'. Posso imaginá-los saindo de 2001 Maniacs com base no que me disseram e ficando um pouco desanimados com o que viram". David Nusair, membro da Online Film Critics Society, atribuiu ao longa uma estrela e meia de quatro possíveis, criticando "a falta de risadas e susto" e o "tipo de atuação pouco convincente e abaixo da média que geralmente se associa a filmes de terror de baixo orçamento". Filipe Falcão, do Boca do Inferno, criticou contundentemente o roteiro, os diálogos, as atuações e a "precariedade" da produção, enfatizando: "Não se tem susto, medo, nojo, agonia, pavor, repulsa, interesse, ou qualquer outro sentimento ou ação durante os 87 minutos da trama".
Mike Bracken, do IGN, disse que o longa é "divertido, principalmente se você viu o original que o inspirou", recomendando-o aos fãs de comédias sangrentas como Evil Dead e Dead Alive. Andy Klein, do Los Angeles CityBeat, comentou: "...em igualdade de condições, a refilmagem de Sullivan é um filme melhor [que o original] em todos os aspectos... Não é para vovós, mas é pura diversão". Mark H. Harris, do Black Horror Movies, avaliou o filme com três estrelas e meia de cinco possíveis e o descreveu como uma releitura "com conotação racial mais evidente" em que "tudo é alegremente exagerado — da comédia ao gore — e repleto de tradições sulistas divertidas: incesto, sodomia, bestialidade e, claro, escravidão". Cody Hamman, em análise retrospectiva publicada no JoBlo.com, definiu 2001 Maniacs como "uma homenagem divertida a um dos primeiros filmes encharcados de sangue" e enfatizou: "Com Englund na liderança e um senso de humor irreverente e ofensivo, rapidamente tornou-se cult".

### Prêmios e indicações
| Ano  | Premiação       | Categoria                | Resultado | Ref.   |
| ---- | --------------- | ------------------------ | --------- | ------ |
| 2007 | Prêmios Saturno | Melhor lançamento em DVD | Indicado  | [ 34 ] |

## Obras relacionadas

### Sequência
Uma continuação, 2001 Maniacs: Field of Screams, também dirigida por Sullivan, foi lançada em 2010. Produzido com um orçamento menor, esse longa mostra os habitantes de Pleasant Valey atacando um grupo de incautos numa estrada de Iowa. Parte do elenco do primeiro filme retornou, entretanto, Englund foi subsituído por Bill Moseley no papel do prefeito Buckman. Como a ideia original era levar os personagens para a Califórnia, a sequência foi inicialmente anunciada como 2001 Maniacs: Beverly Hellbillies, porém, restrições orçamentárias e contratuais levaram a mudanças de título e enredo. Sullivan e Kobin cogitaram um terceiro filme, no qual os prefeitos interpretados por Englund e Moseley lutariam pelo amor de Boone, no entanto, a fraca repercussão de Field of Screams inviabilizou a produção de novas sequências na franquia.

### Quadrinhos
Em outubro de 2007, a Avatar Press publicou 2001 Maniacs Special, um comic book de 32 páginas escrito por Sullivan e Englund e ilustrado por Raúlo Cáceres. O lançamento foi uma estratégia de promoção do segundo filme, cuja estreia estava originalmente prevista para aquele ano. A história, inclusive, se enquadra na continuidade de ambos os longas. O primeiro número dos quadrinhos, "2001 Maniacs: The Curse of the Confederacy", explorou as origens sangrentas dos personagens de Pleasant Valey, enquanto um segundo, cujo enredo giraria em torno de Buckman e seus comandados lutando contra terroristas da Al-Qaeda, nunca chegou a ser impresso.